# Zejskij rajon
Lo Zejskij rajon (in russo Зейский район?) è un rajon dell'Oblast' di Amur, nella Russia asiatica; il capoluogo è Zeja. Istituito nel 1926, ricopre una superficie di circa 87.477 chilometri quadrati e consta di una popolazione di circa 20.000 abitanti.

## Centri abitati
- Algač
- Amuro-Baltijsk
- Zarečnoe
- Beregovoj
- Kirovskij
- Bomnak
- Verchnezejsk
- Gornyj
- Dugda
- Zolotaja Gora
- Ivanovka
- Nikolaevka-2
- Aleksandrovka
- Alekseevka
- Berezovka
- Nikolaevka
- Ovsjanka
- Ogoron
- Oktjabr'skij
- Jasnyj
- Poljakovskij
- Sian
- Snežnogorskij
- Sosnovyj Bor
- Gulik
- Zarečnaja Sloboda
- Tungala
- Umlekan
- Rublëvka
- Chvojnyj
- Čalbači
- Jubilejnyj